# EgroNet

Altes Logo EgroNet

Das EgroNet ist ein grenzüberschreitendes europäisches Nahverkehrssystem in Teilen der Vierländerregion Sachsen, Thüringen, Bayern, Böhmen (Euregio Egrensis). Das vom damaligen Sächsischen Staatsministerium für Wirtschaft und Arbeit getragene Projekt war als registriertes Projekt auf der Weltausstellung EXPO 2000 in Hannover vertreten.

## Allgemein
Kernpunkt des Projekts ist die Zusammenarbeit von 63 Verkehrsbetrieben (Bus, Straßenbahn, Eisenbahn) im Bereich der Euregio Egrensis. Das Projekt macht zukunftsträchtige Projektinvestitionen auf Basis der gemeinsamen Vergangenheit der Anwohner der Region möglich (z. B. Bahn/Bus-Haltestellen-Schnittpunkte, Regionalbahn-Trasse der Vogtlandbahn im Zentrum Zwickaus). Spezialisiert ist das Projekt auf Verbesserung der Kundenfreundlichkeit. In der Tourismus- und Verkehrszentrale des Projektkoordinators, dem Verkehrsverbund Vogtland, laufen beispielsweise alle Funknetze der Betriebe zusammen. Das ermöglicht die immer aktualisierte Fahrgastinformation.

## Liniennetz des EgroNet-Nahverkehrssystems
Das EgroNet erstreckt sich über einen Bereich von ca. 15.000 km² von Lichtenfels und Bayreuth im Westen bis Aue, Karlovy Vary und Mariánské Lázně im Osten sowie von Gera und Zwickau im Norden bis Pegnitz und Weiden (Opf.) im Süden. Mit einem Liniennetz von 1.225 Kilometern wird ein Gebiet mit insgesamt 3,2 Millionen Einwohnern im Schienenpersonennahverkehr bedient.
2014 wurde das Netz im Osten bis nach Chomutov, Vejprty, Blatno und Planá ausgeweitet.

## Tickets
Eine – ausschließlich für die zweite Klasse gültige – Tageskarte („EgroNet-Ticket“) kostet 30 EUR (in Deutschland) oder 200 Tschechische Kronen (ca. 8 Euro; in Tschechien) für die 1. Person, die 2. bis 5. Person zahlen jeweils 8 EUR bzw. 100 Kč zusätzlich. In Deutschland ist im personalbedienten Verkauf in der Regel ein Zuschlag von 2 EUR zu entrichten. Man kann damit ohne zeitliche Einschränkung bis jeweils 3 Uhr des Folgetages mit den teilnehmenden Verkehrsunternehmen reisen. Zusätzlich dürfen 3 Kinder zwischen 6 und 14 Jahren (sowie beliebig viele Kinder unter 6 Jahren) mitfahren. Jede Person kann dabei gleichzeitig ein Fahrrad mitführen, das bereits im Preis enthalten ist. Namen und Vornamen aller Reisenden sind unauslöschlich in Druckbuchstaben einzutragen, amtliche Lichtbildausweise sind mitzuführen. Da es sich um ein Verbundticket handelt, gilt es in fast allen öffentlichen Verkehrsmitteln der Euregio Egrensis (z. B. auch im Obus Marienbad und in den Karlsbader Standseilbahnen).
Mit Umstellung auf die Fünf-Personen-Systematik im Dezember 2015 stieg die Zahl der Nutzer um mehr als 40 Prozent.